# Célestin Deshayes
Pour les articles homonymes, voir Deshayes.
Célestin Deshayes ou Célestin Deshays, né Célestin Jean François Piard-Deshays le 8 janvier 1817 à Saint-Malo et mort à Paris (9e arrondissement) le 18 février 1896, est un peintre de paysages, lithographe, graveur, dessinateur et illustrateur français.

## Biographie
Célestin Deshayes, né le 8 janvier 1817 à Saint-Malo, est élève de Galetti,. Il vit à Paris en 1884, et réalise une grande partie de son travail dans la forêt de Fontainebleau.

## Œuvres

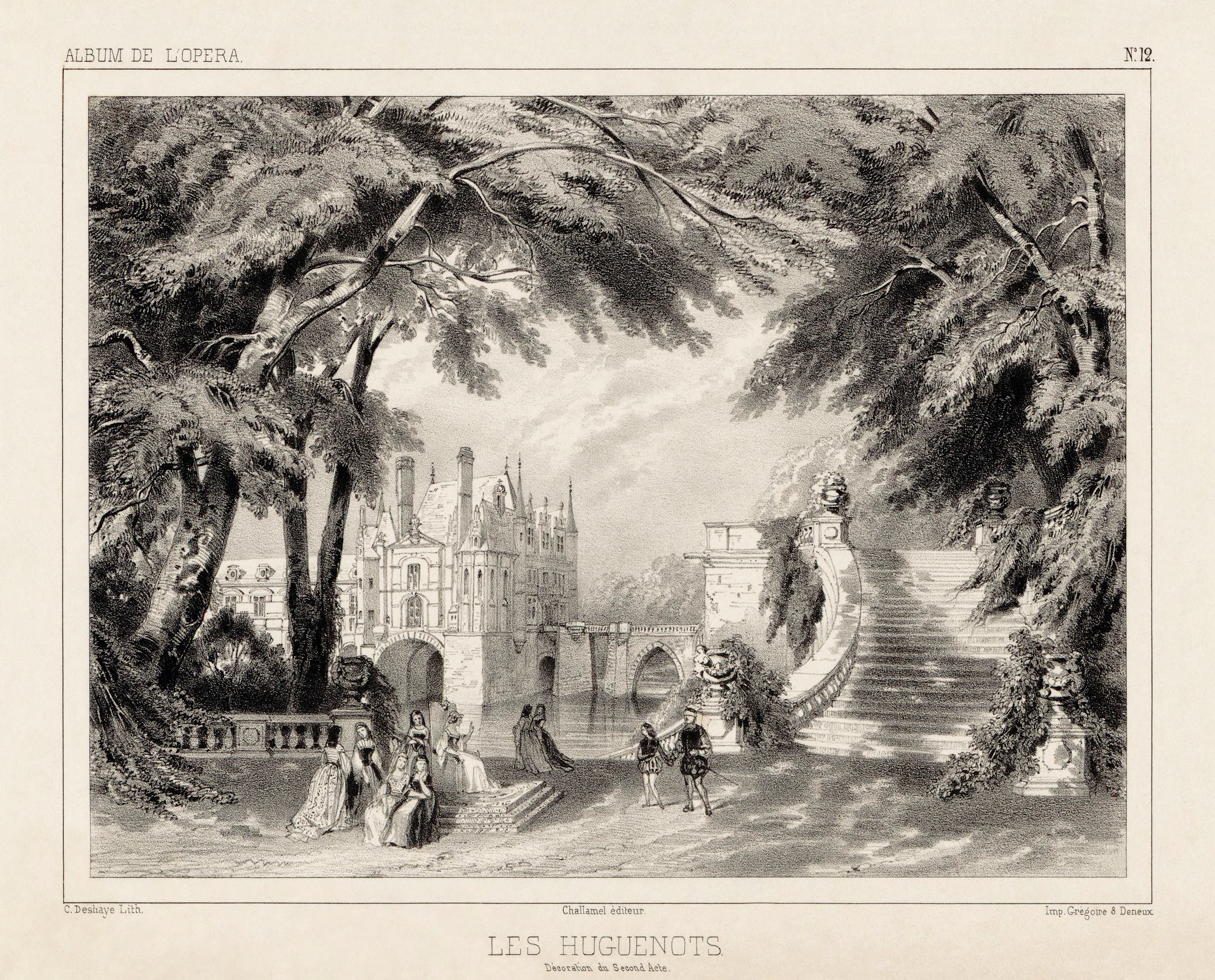
Lithographie représentant une scène de l'acte II du grand opéra Les Huguenots de Giacomo Meyerbeer, acte ayant pour décor les jardins du château de Chenonceau.

- La gorge aux loups; forêt de Fontainebleau[6].
- Dans la Gorge-aux-Loups; forêt de Fontainebleau, description : « une cascade bouillonne au pied de mamelons moussus, entre deux chênes rageurs dont les branches se contrarient, et sous lesquels on entrevoit un effet de soleil sur la frondaison. Il paraît que les loups affectionnent cette gorge toujours froide et humide. Étude directe, très consciencieuse et à caractère. »[7].
- Vue prise aux environs de Jargeau; Loiret[6].
- Vue prise sur le plateau de la Mare aux fées; forêt de Fontainebleau[6].
- Sous bois de charmes; forêt de Fontainebleau[6].
- Plateaeu de la Mare aux fées; bord de l'Oise à Auvers[6].
- Décembre; forêt de Fontainebleau[6].
- Soleil couchant à Auvers; Seine-et-Oise[6].
- Sous-bois;forêt de Fontainebleau[6].
- Intérieur de basse-cour à Champagne; Seine-et-Oise[6].
- En automne; forêt de Fontainebleau[6].
- Coucher de soleil, au bord de la mer, à Dinard; Ille-et-Vilaine[6].
- Le lit de l'Aven à marée basse, à Pont-Aven[8].
- Environs de Jargeau[9].
- Un chemin chemin dans les blés, environs d'Orléans[9].
- Les premières neiges[9].
- Les étangs de Mortefontaine[9].
- Les bords de la Marne à Champigny, printemps[9].
- Environs de Crémien[9].